# Mesnil-sous-Vienne
Mesnil-sous-Vienne – miejscowość i gmina we Francji, w regionie Normandia, w departamencie Eure.
Według danych na rok 1990 gminę zamieszkiwały 83 osoby, a gęstość zaludnienia wynosiła 15 osób/km² (wśród 1421 gmin Górnej Normandii Mesnil-sous-Vienne plasuje się na 809 miejscu pod względem liczby ludności, natomiast pod względem powierzchni na miejscu 646).